# Botel Albatros
Botel Albatros je plovoucí tříhvězdičkový hotel zakotvený roku 1969 jako první z pražských botelů, v Praze-Novém Městě, při pravé straně Vltavy a při nábřeží Ludvíka Svobody mezi Štefánikovým mostem a ostrovem Štvanice, nedaleko Poštovního muzea. Provozovatelem hotelu je Bakal, spol. s r. o.

## Popis

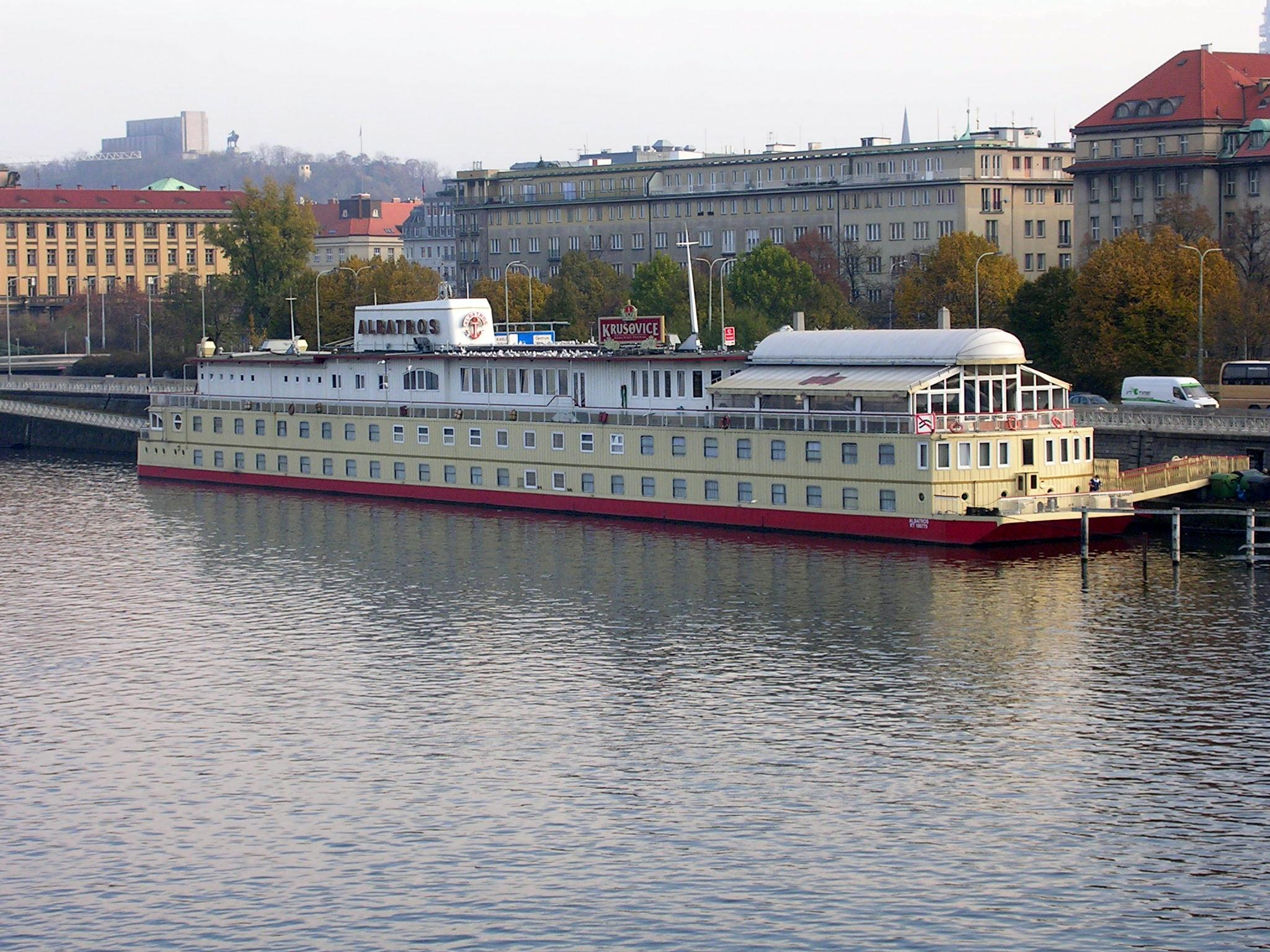
Botel Albatros, pohled ze Štefánikova mostu

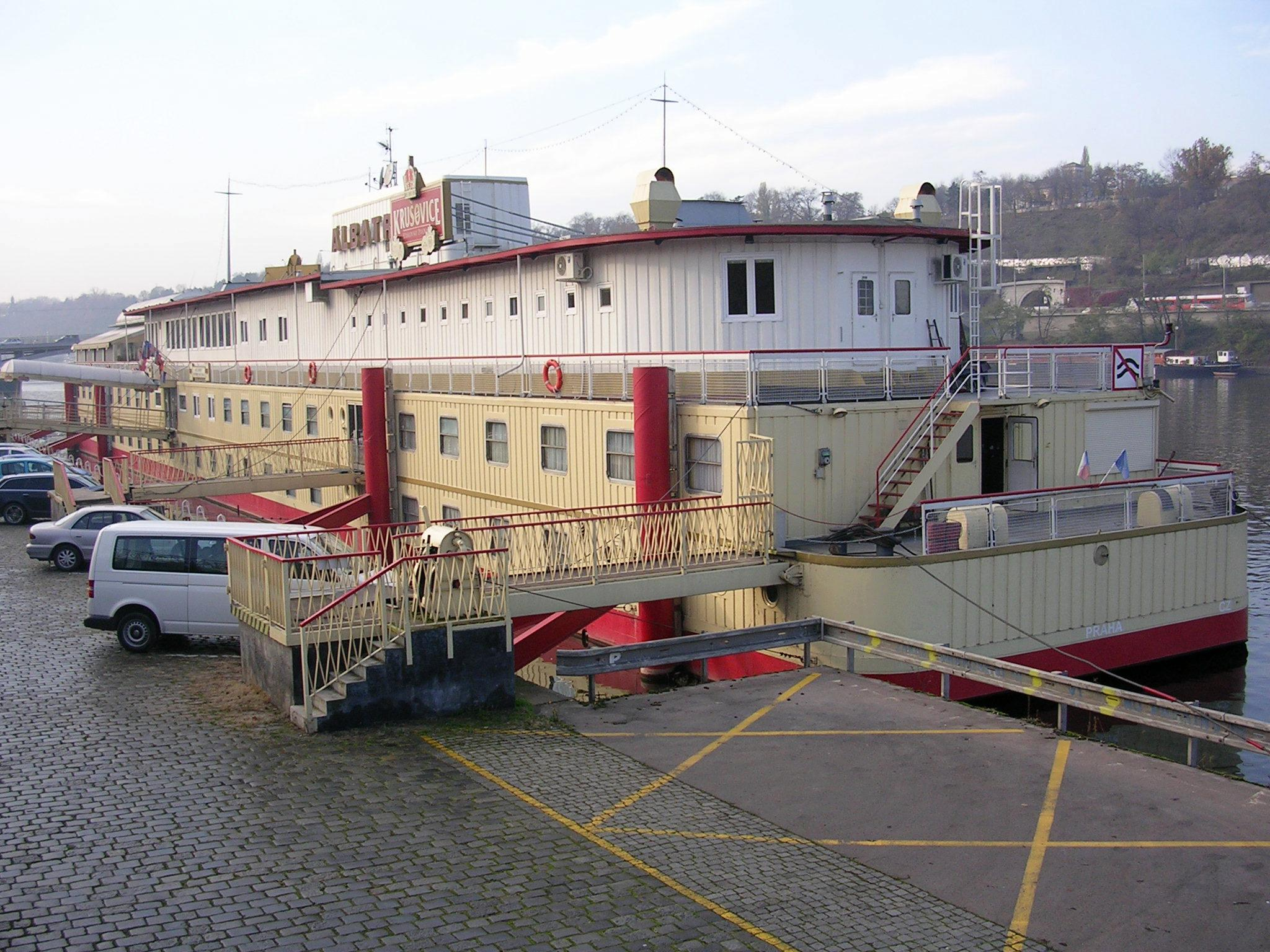
Pohled z nábřeží Ludvíka Svobody

Botel je podobného typu a od stejného českého výrobce jako botely Racek a Admirál, V současné době má okrově-krémový nátěr místo původního modrobílého. Stejně jako ostatní botely je napojen na městské inženýrské sítě. Má 82 dvojlůžkových pokojů a 4 apartmenty.
V listopadu 2006 byl botel dočasně na několik dní přemístěn kvůli bagrování nánosů ze dna Vltavy.